# Sekai no Chūshin wa Ōsaka ya ~Namba Jichiku~
Albums de NMB48
Teppen Tottande!
(27 février 2013)
Singles
1. Bokura no Eureka
Sortie : 19 juin 2013
2. Kamonegix
Sortie : 2 octobre 2013
3. Takane no Ringo
Sortie : 26 mars 2014

Sekai no Chūshin wa Ōsaka ya ~Namba Jichiku~ (世界の中心は大阪や ～なんば自治区～, trad. : "Osaka est le centre du Monde -Territoire de Namba-) est le deuxième album studio du groupe féminin japonais NMB48 sorti en 2014.

## Détails de l'album
Après le premier album studio à succès Teppen Tottande! sorti en février 2013, le groupe annonce en juillet 2014 la sortie de son second opus pour le 13 août suivant. Il atteint directement la 1re place des classements hebdomadaires des ventes de l'Oricon tout comme le premier album et se vend à 325 249 exemplaires durant la première semaine.
L’album inclut les trois singles des NMB48 sortis auparavant : Bokura no Eureka (en juin 2013), Kamonegix (en octobre 2013), Takane no Ringo (en mars 2014), et Ibiza Girl (qui devait sortir en tant que single en juin 2014 mais qui sort sous cette forme en tant que chanson promotionnelle de l'album). Il inclut notamment des chansons inédites interprétées par les Teams du groupe (ainsi que la Team Kenkyusei, équipes de stagiaires) et des chansons face B des singles (de toutes les éditions).
L'artwork des pochettes avec les membres en bikini ainsi que le clip vidéo de la nouvelle chanson Ibiza Girl ont été dévoilés fin juillet.
L'album sera disponible en 4 éditions  dont trois notées N, M et B incluant chacune un CD avec quelques titres différents dans chaque édition et 2 DVD en supplément contenant des clips et diverses vidéos bonus dont l’évènement Request Hour Setlist Best 50. Une édition spéciale sera disponible, mais vendue seulement au théâtre du groupe, et contient un CD seulement.
Pour les premières ventes, l'album comprendr une photo d'un membre du groupe sélectionné au hasard.

## Membres sur les couvertures de l'album
Édition Type N
- Yūri Ōta, Yuki Kashiwagi, Yūka Katō, Riho Kotani, Kei Jonishi, Anna Murashige, Sayaka Yamamoto, Akari Yoshida

Édition Type M
- Miru Shiroma, Yui Takano, Airi Tanigawa, Reina Fujie, Sae Murase, Fūko Yagura, Nana Yamada

Édition Type B
- Miori Ichikawa, Ayaka Umeda, Kanako Kadowaki, Nagisa Shibuya, Akane Takayanagi, Shū Yabushita, Miyuki Watanabe

## Liste des titres
| 1.  | Ibiza Girl (イビサガール)                                                                         | promotion                                                               |  |
| 2.  | Bokura no Eureka (僕らのユリイカ)                                                                 | 7e single                                                               |  |
| 3.  | Kamonegix (カモネギックス)                                                                        | 8e single                                                               |  |
| 4.  | Takane no Ringo (高嶺の林檎)                                                                      | 9e single                                                               |  |
| 5.  | "Seito Techō no Shashin wa Ki ni Haitteinai" no Hōsoku (“生徒手帳の写真は気に入っていない”の法則) | par la Team N (Yuki Kashiwagi et Sayaka Yamamoto comme membre centraux) |  |
| 6.  | Densha wo Oriru (電車を降りる)                                                                    | par la Team N                                                           |  |
| 7.  | Okuba (奥歯)                                                                                      | face B du 7e single (Type A) ; par Shirogumi                            |  |
| 8.  | Doshaburi no Seishun no Naka de (どしゃぶりの青春の中で)                                          | face B du 8e single (Type A) ; par Shirogumi                            |  |
| 9.  | Prom no Koibito (プロムの恋人)                                                                    | face B du 9e single (Type A) ; par Shirogumi                            |  |
| 10. | Dakishimetai Kedo (抱きしめたいけど)                                                              | Sayaka Yamamoto en solo                                                 |  |
| 11. | Isshūkan, Zenbu ga Getsuyōbi Nara Ii no ni... (一週間、全部が月曜日ならいいのに・・・)            | face B du 9e single (Type A)                                            |  |
| 12. | Sunglasses to Uchiakebanashi (サングラスと打ち明け話)                                             | face B du 8e single (Type A) ; par la Team Kenkyūsei                    |  |
| 13. | Toki wa Katari Hajimeru (時間は語り始める)                                                        | face B du 8e single (éd. théâtre)                                       |  |
| 14. | Kamonegix <Remo-Con REMIX> (カモネギックス)                                                       | 8e single (version remixée)                                             |  |
| 15. | Kimi to Deatte Boku wa Kawatta (君と出会って僕は変わった)                                         | face B du 34e single d'AKB48 (Type N); interprétée par NMB48            |  |

| 1.  | Ibiza Girl (イビサガール)                                                                         | promotion                                                               |  |
| 2.  | Bokura no Eureka (僕らのユリイカ)                                                                 | 7e single                                                               |  |
| 3.  | Kamonegix (カモネギックス)                                                                        | 8e single                                                               |  |
| 4.  | Takane no Ringo (高嶺の林檎)                                                                      | 9e single                                                               |  |
| 5.  | "Seito Techō no Shashin wa Ki ni Haitteinai" no Hōsoku (“生徒手帳の写真は気に入っていない”の法則) | par la Team N (Yuki Kashiwagi et Sayaka Yamamoto comme membre centraux) |  |
| 6.  | Natsu no Saiminjutsu (夏の催眠術)                                                                 | par la Team M                                                           |  |
| 7.  | Hinadan de wa Boku no Miryoku wa Ikinainda (ひな壇では僕の魅力は生きないんだ))                    | face B du 7e single ; par Namba Teppōtai Sono San                       |  |
| 8.  | Omowase Kōsen (思わせ光線)                                                                        | face B du 8e single (Type B) ; par Akagumi                              |  |
| 9.  | Yama e Yukō (山へ行こう))                                                                         | face B du 9e single (Type C) ; par Namba Teppōtai Sono Go               |  |
| 10. | Peak (ピーク)                                                                                     |                                                                         |  |
| 11. | Isshūkan, Zenbu ga Getsuyōbi Nara Ii no ni... (一週間、全部が月曜日ならいいのに・・・)            | face B du 9e single (Type A)                                            |  |
| 12. | Sunglasses to Uchiakebanashi (サングラスと打ち明け話)                                             | face B du 8e single (Type A) ; par la Team Kenkyūsei                    |  |
| 13. | Toki wa Katari Hajimeru (時間は語り始める)                                                        | face B du 8e single (éd. théâtre)                                       |  |
| 14. | Kamonegix <Remo-Con REMIX> (カモネギックス)                                                       | 8e single (version remixée)                                             |  |
| 15. | Kimi to Deatte Boku wa Kawatta (君と出会って僕は変わった)                                         | face B du 34e single d'AKB48 (Type N); interprétée par NMB48            |  |

| 1.  | Ibiza Girl (イビサガール)                                                                         | promotion                                                               |  |
| 2.  | Bokura no Eureka (僕らのユリイカ)                                                                 | 7e single                                                               |  |
| 3.  | Kamonegix (カモネギックス)                                                                        | 8e single                                                               |  |
| 4.  | Takane no Ringo (高嶺の林檎)                                                                      | 9e single                                                               |  |
| 5.  | "Seito Techō no Shashin wa Ki ni Haitteinai" no Hōsoku (“生徒手帳の写真は気に入っていない”の法則) | par la Team N (Yuki Kashiwagi et Sayaka Yamamoto comme membre centraux) |  |
| 6.  | Kimi ni Yarareta (君にヤラレタ)                                                                   | par la Team BII                                                         |  |
| 7.  | Mō Hadashi ni Hanarenai (もう裸足にはなれない)                                                    | face B du 8e single (Type C)                                            |  |
| 8.  | Yaban na Soft Cream (野蛮なソフトクリーム)                                                        | face B du 7e single ; par Akagumi                                       |  |
| 9.  | Mizukiri (水切り)                                                                                 | face B du 9e single (Type B) ; par Akagumi                              |  |
| 10. | Heart no Dokusenken (ハートの独占権)                                                              | par Yuki Kashiwagi et Miyuki Watanabe                                   |  |
| 11. | Isshūkan, Zenbu ga Getsuyōbi Nara Ii no ni... (一週間、全部が月曜日ならいいのに・・・)            | face B du 9e single (Type A)                                            |  |
| 12. | Sunglasses to Uchiakebanashi (サングラスと打ち明け話)                                             | face B du 8e single (Type A) ; par la Team Kenkyūsei                    |  |
| 13. | Toki wa Katari Hajimeru (時間は語り始める)                                                        | face B du 8e single (éd. théâtre)                                       |  |
| 14. | Kamonegix <Remo-Con REMIX> (カモネギックス)                                                       | 8e single (version remixée)                                             |  |
| 15. | Kimi to Deatte Boku wa Kawatta (君と出会って僕は変わった)                                         | face B du 34e single d'AKB48 (Type N); interprétée par NMB48            |  |

| 1.  | Ibiza Girl (イビサガール)                                                                         | promotion                                                               |  |
| 2.  | Bokura no Eureka (僕らのユリイカ)                                                                 | 7e single                                                               |  |
| 3.  | Kamonegix (カモネギックス)                                                                        | 8e single                                                               |  |
| 4.  | Takane no Ringo (高嶺の林檎)                                                                      | 9e single                                                               |  |
| 5.  | "Seito Techō no Shashin wa Ki ni Haitteinai" no Hōsoku (“生徒手帳の写真は気に入っていない”の法則) | par la Team N (Yuki Kashiwagi et Sayaka Yamamoto comme membre centraux) |  |
| 6.  | Sōzō no Shijin (想像の詩人)                                                                       | par la Team Kenkyūsei                                                   |  |
| 7.  | Todokanasō de Todoku Mono (届かなそうで届くもの)                                                  | face B du 8e single (Type A)                                            |  |
| 8.  | Sunglasses to Uchiakebanashi (サングラスと打ち明け話)                                             | par la Team Kenkyūsei                                                   |  |
| 9.  | Kasa wa Iranai (傘はいらない)                                                                     | face B du 9e single (éd. Théâtre)                                       |  |
| 10. | Toki wa Katari Hajimeru (時間は語り始める)                                                        | face B du 8e single (éd. théâtre)                                       |  |
| 11. | Isshūkan, Zenbu ga Getsuyōbi Nara Ii no ni... (一週間、全部が月曜日ならいいのに・・・)            | face B du 9e single (Type A)                                            |  |
| 12. | Sayanee (さや姉)                                                                                  | face B du 7e single (éd. théâtre)                                       |  |
| 13. | Kamonegix <Remo-Con REMIX> (カモネギックス)                                                       | 8e single (version remixée)                                             |  |
| 14. | Kimi to Deatte Boku wa Kawatta (君と出会って僕は変わった)                                         | face B du 34e single d'AKB48 (Type N); interprétée par NMB48            |  |

## Listes des titres des DVD des éditions

### Type N
| 1. | Ibiza Girl Music Video |  |
| 2. | Ibiza Girl Music Video Dancing Version                                                                                    |  |
| 3. | Densha wo Oriru Music Video                                                                                               |  |
| 4. | Ibiza Girl Bonus Footage ~Kotani Riho Challenges Skydiving!~ (イビサガール特典映像～小谷里歩がスカイダイビングに挑戦！～) |  |
| 5. | Team N "Koko ni Datte Tenshi wa Iru" -2014.03.25-                                                                         |  |

| 1. | NMB48 Request Hour Setlist Best 50 (#50 to #34)                                            |  |
| 2. | "The Chatty Group 2" (Part One) (「おしゃべり組2」)                                        |  |
| 3. | Wandering Off for the First Time (Ota Yuuri Edition) (はじめてのぶらり1人旅 <太田夢莉 編>) |  |

### Type M
| 1. | Ibiza Girl Music Video |  |
| 2. | Ibiza Girl Music Video Dancing Version                                                                                    |  |
| 3. | Natsu no Saiminjutsu Music Video                                                                                          |  |
| 4. | Ibiza Girl Bonus Footage ~Kotani Riho Challenges Skydiving!~ (イビサガール特典映像～小谷里歩がスカイダイビングに挑戦！～) |  |
| 5. | Team M "Idol no Yoake" -2014.04.01-                                                                                       |  |

| 1. | NMB48 Request Hour Setlist Best 50 (#33 to #17)                                               |  |
| 2. | "The Chatty Group 2" (Part Two) (「おしゃべり組2」)                                           |  |
| 3. | Wandering Off for the First Time (Shiroma Miru Edition) (はじめてのぶらり1人旅 <白間美瑠 編>) |  |

### Type B
| 1. | Ibiza Girl Music Video |  |
| 2. | Ibiza Girl Music Video Dancing Version                                                                                    |  |
| 3. | Kimi ni Yarareta Music Video                                                                                              |  |
| 4. | Ibiza Girl Bonus Footage ~Kotani Riho Challenges Skydiving!~ (イビサガール特典映像～小谷里歩がスカイダイビングに挑戦！～) |  |
| 5. | Team BII "Tadaima Ren'aichuu" -2014.03.24-                                                                                |  |

| 1. | NMB48 Request Hour Setlist Best 50 (#16 to #1)                       |  |
| 2. | NMB48 feat. Yoshimoto Shinkigeki Vol.9 (NMB48 feat.吉本新喜劇 Vol.9) |  |

## Les membres sélectionnés dans certaines chansons
Ibiza Girl
Notes = Avec Sayaka Yamamoto comme membre central.
- Team N : Yūri Ōta, Yūka Katō, Riho Kotani, Kei Jonishi, Akari Yoshida
- Team M : Miru Shiroma, Yui Takano, Airi Tanigawa, Reina Fujie, Sae Murase
- Team BII : Miori Ichikawa, Ayaka Umeda, Kanako Kadowaki, Shū Yabushita
- NMB48 Team N / AKB48 Team K: Sayaka Yamamoto
- NMB48 Team N / AKB48 Team 4: Riho Kotani
- NMB48 Team M / AKB48 Team A : Yūko Yagura
- NMB48 Team M / SKE48 Team KII: Nana Yamada
- NMB48 Team BII / AKB48 Team 4: Nagisa Shibuya
- NMB48 Team BII / SKE48 Team S: Miyuki Watanabe
- AKB48 Team B / NMB48 Team N: Yuki Kashiwagi
- SKE48 Team KII / NMB48 Team BII: Akane Takayanagi
- HKT48 Team KIV / NMB48 Team N: Anna Murashige

Peak
- Team N: Yūri Ōta, Yūka Katō
- Team M : Miru Shiroma, Reina Fujie, Sae Murase
- Team BII : Miori Ichikawa, Ayaka Umeda, Shū Yabushita
- Team Kenkyūsei : Eriko Jo
- NMB48 Team M / AKB48 Team A : Yūko Yagura
- NMB48 Team M / SKE48 Team KII: Nana Yamada
- NMB48 Team BII / AKB48 Team 4: Nagisa Shibuya
- SKE48 Team KII / NMB48 Team BII : Akane Takayanagi

Sayanee
Notes = Il s'agit du surnom de la capitaine du groupe Sayaka Yamamoto.
- Team M : Arisa Koyanagi
- Team BII : Akari Ishizuka, Anna Ijiri, Mirei Ueda, Mako Umehara, Saki Kono, Tsubasa Yamauchi
- Team Kenkyūsei : Natsuko Akashi, Yuumi Ishida, Masako Ishihara, Mizuki Uno, Mai Odan, Noa Ogawa, Chihiro Kawakami, Momoka Shimazaki, Riko Takayama, Honoka Terui, Hiromi Nakagawa, Reina Nakano, Rurina Nishizawa, Momoka Hayashi, Chiho Matsuoka, Megumi Matsumura, Arisa Miura, Ayaka Morita, Rina Yamao